# Lai
Lai hay dầu lai, trẩu xoan (danh pháp hai phần: Aleurites moluccanus) là một loài thực vật có hoa trong họ Đại kích. Loài này được Carl Linnaeus mô tả khoa học đầu tiên năm 1753 dưới danh pháp Jatropha moluccana. Năm 1805 Carl Ludwig Willdenow chuyển nó sang chi Aleurites như là Aleurites moluccana.

## Lịch sử phân loại
Năm 1753, Carl Linnaeus mô tả loài Jatropha moluccana từ các mẫu thu thập ở Ceylon và Moluccas. Năm 1776, Johann Reinhold Forster và Georg Forster mô tả chi Aleurites, với loài duy nhất được mô tả là Aleurites triloba (do tác giả coi Aleurites là danh từ giống cái).
Năm 1805, Carl Ludwig Willdenow ghi nhận 3 loài trong chi Aleurites là A. triloba ở quần đảo Société, A. moluccana ở Ceylon và Moluccas và A. laccifera ở miền đông Ấn Độ (do tác giả coi Aleurites là danh từ giống cái). Hiện tại, người ta xác định A. laccifera là đồng nghĩa muộn của Croton aromaticus không thuộc chi Aleurites, và với Aleurites bắt nguồn từ tiếng Hy Lạp cổ ἀλευρίτης (Aλευρίτης, farinaceus; quia arboris partes variae quasi farinâ sunt aspersae.) là danh từ giống đực nên danh pháp đúng của 2 loài còn lại là A. trilobus và A. moluccanus, nhưng từ năm 1866 người ta coi chúng chỉ là một loài nên A. moluccanus có độ ưu tiên cao hơn, do nó bắt nguồn từ Jatropha moluccana của Linnaeus năm 1753 có trước A. trilobus của J. R. Forster và G. Forster năm 1776.

## Phân bố
Loài bản địa Australia (Queensland), Ấn Độ (gồm cả Assam), Bangladesh, Brunei, Campuchia, quần đảo Caroline, Đài Loan, Indonesia (Java, quần đảo Sunda Nhỏ, Kalimantan, Sulawesi), Malaysia (bán đảo, Borneo), quần đảo Mariana, quần đảo Marshall, Myanmar, New Guinea, Philippines, Sri Lanka, Thái Lan, Trung Quốc (trung nam, đông nam, Hải Nam), Vanuatu, Việt Nam.
Du nhập vào đông bắc Argentina, Bahamas, đông bắc Brasil, quần đảo Cayman, đảo Christmas, Comoros, quần đảo Cook, Cuba, Cộng hòa Dominica, Fiji, Hoa Kỳ (Florida, Hawaii), Haiti, Jamaica, quần đảo Kermadec, quần đảo Leeward, Madagascar, Marquesas, Mozambique, New Caledonia, Niue, Paraguay, quần đảo Pitcairn, Puerto Rico, Rwanda, Samoa, quần đảo Société, Swaziland, Tonga, Trinidad và Tobago, Tuamotu, quần đảo Tubuai, quần đảo Wallis-Futuna, quần đảo Windward và Zimbabwe.

## Tinh dầu lai
Theo một nghiên cứu tại Việt Nam, hạt lai chứa hàm lượng lipid tổng số là 68,93 %, thành phần axit béo trong dầu hạt lai gồm axit octadecadienoic (40,17 %) và axit 9,12,15, octadecatrienoic (25,34 %).

## Hình ảnh

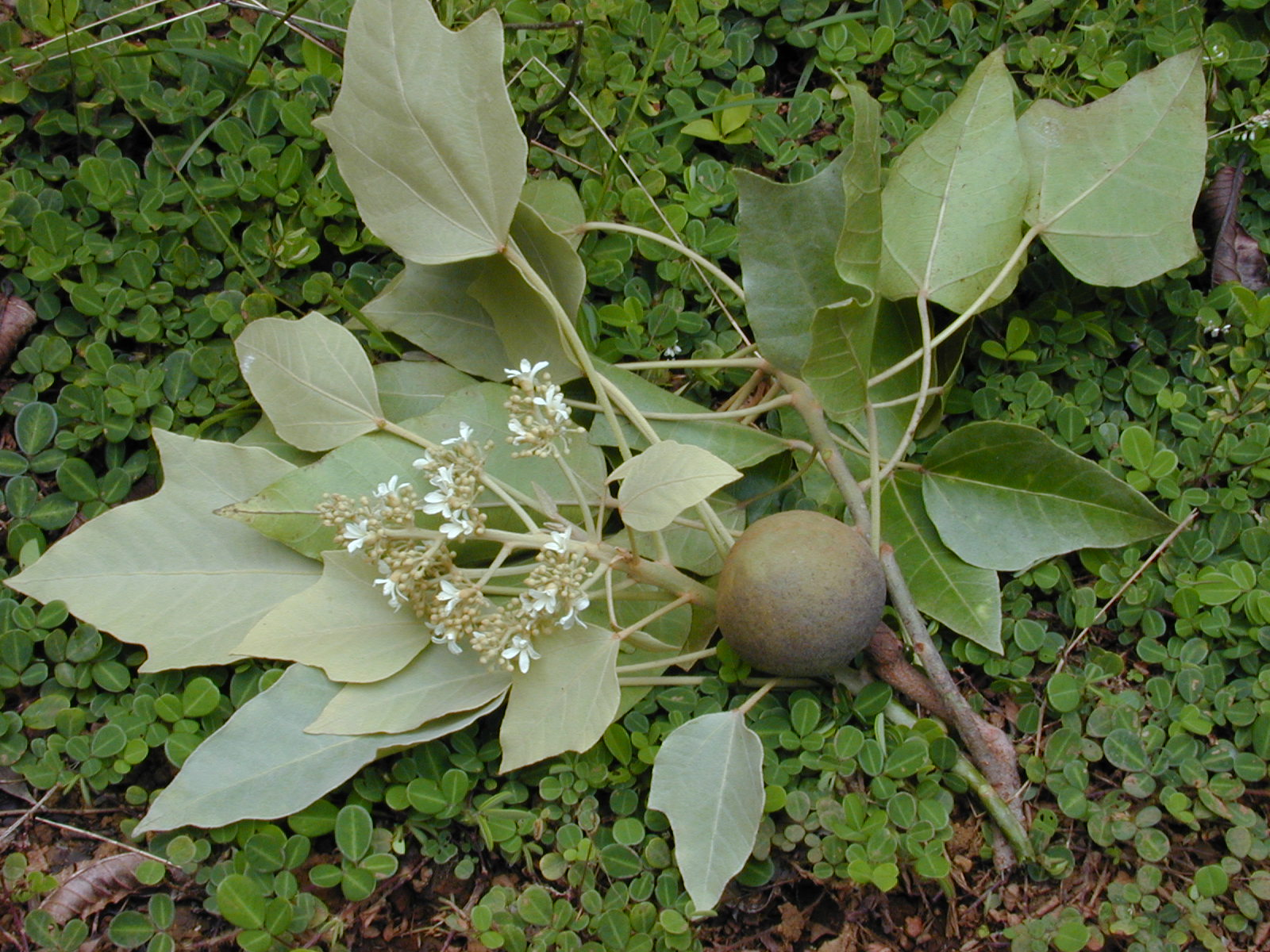
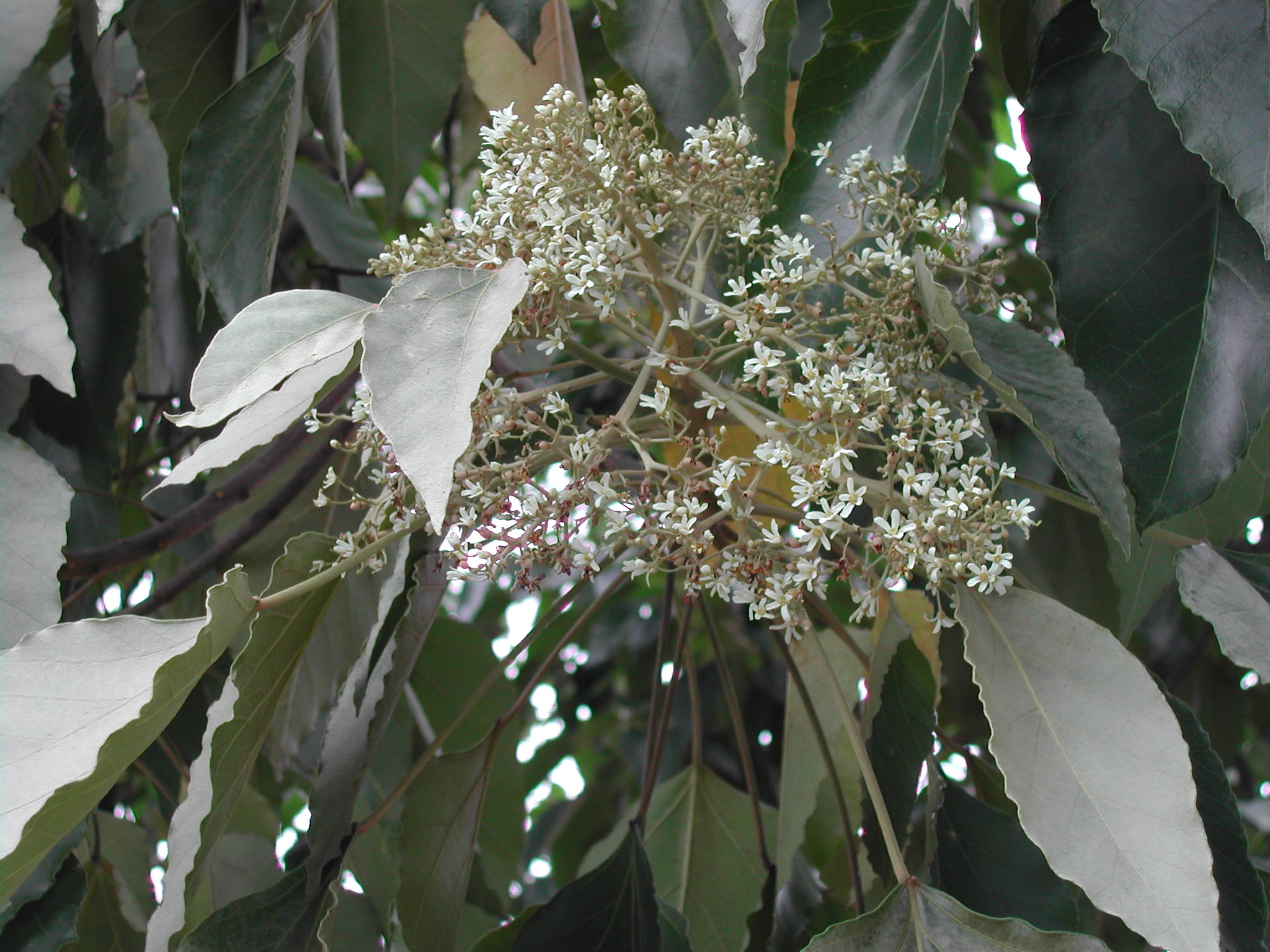
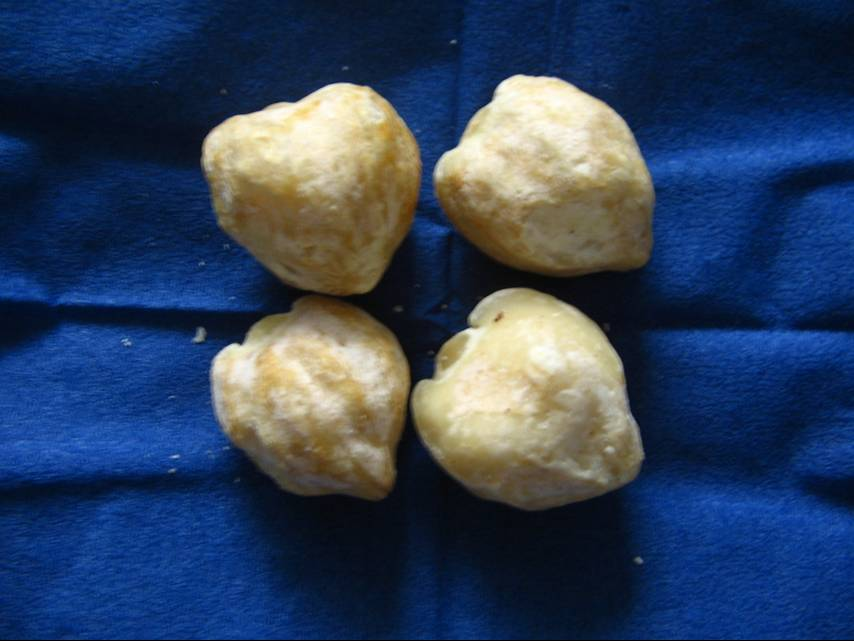
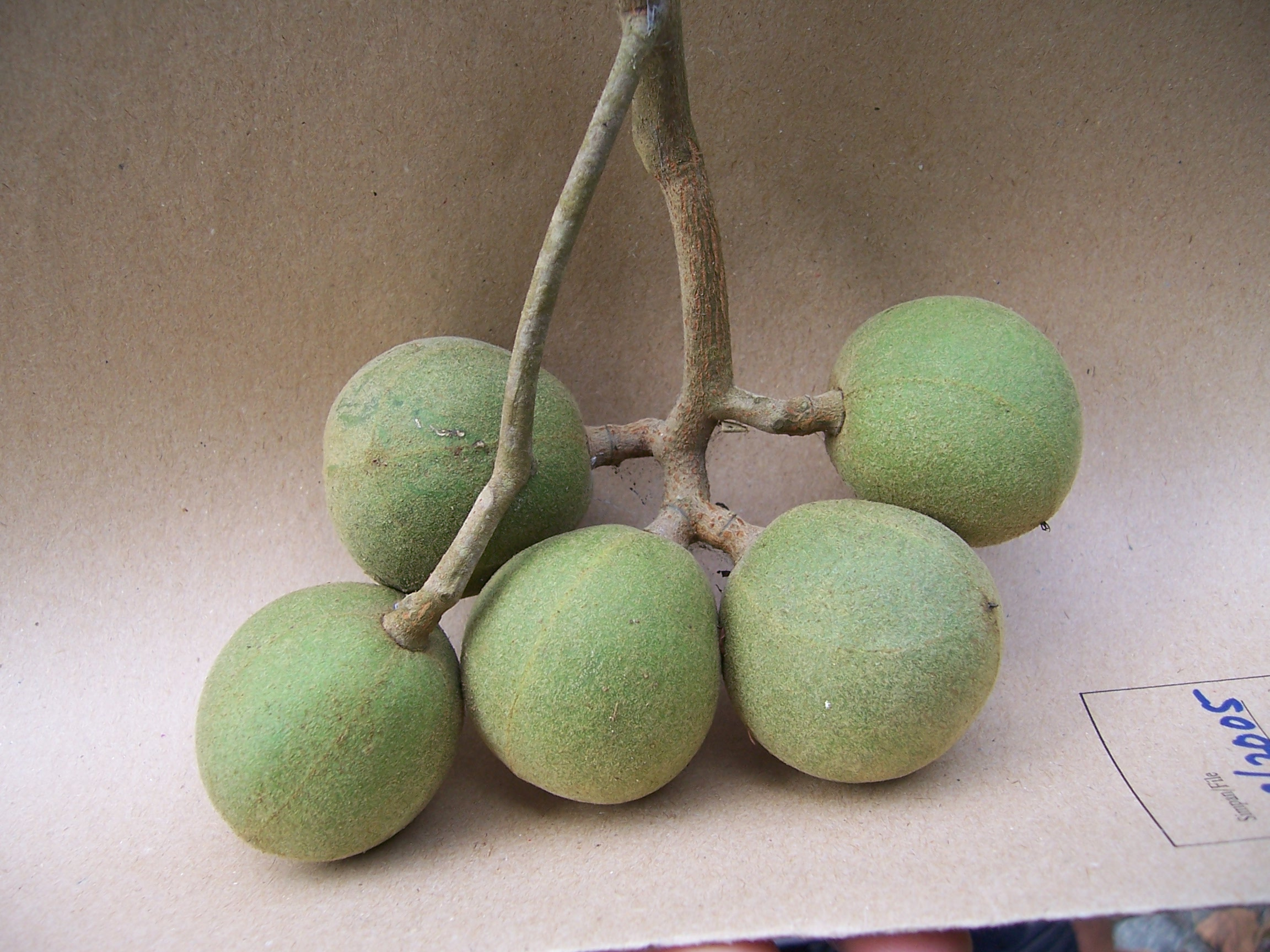